# Chiesa di Santa Maria del Divino Amore (Roma)
La chiesa di Santa Maria del Divino Amore è un luogo di culto cattolico di Roma, nel rione Campo Marzio, posto nel vicolo del Divino Amore. Dedicato fino all'inizio dell'800 ai santi Cecilia e Biagio. La chiesa è conosciuta anche col nome di Madonna del Divino Amore in Campo Marzio.

## Storia e descrizione

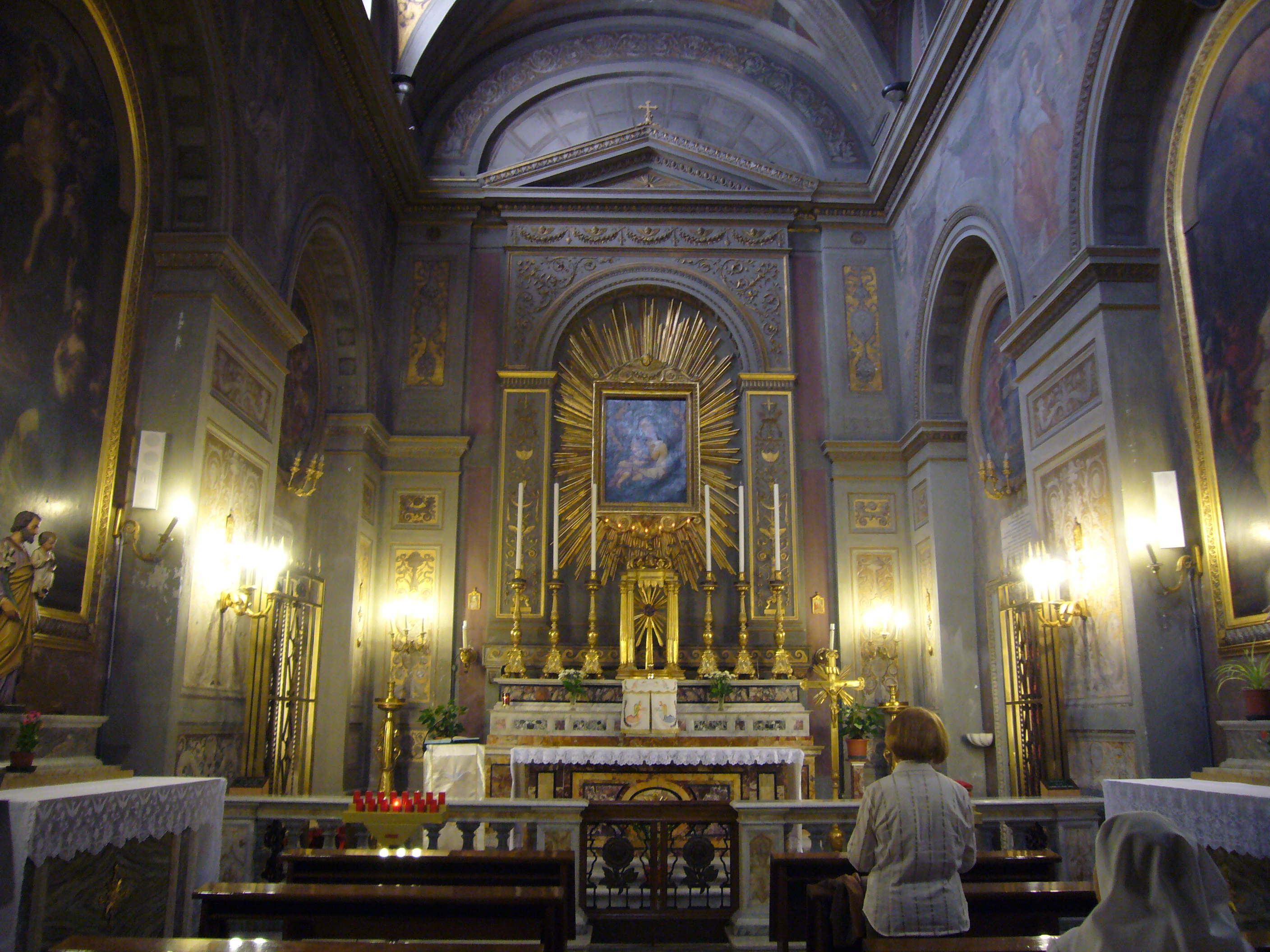
L'interno

Il nome di santa Cecilia risale a una duplice ed errata tradizione secondo cui la chiesa fu costruita sulla casa della santa trasteverina, ovvero secondo cui nel piano sotterraneo della chiesa essa era solita ritrovarsi a pregare. Infatti il documento più antico che fa riferimento a questa chiesa, è un cippo marmoreo, ritrovato nel XVII secolo sotto l'altare, che riporta la seguente iscrizione: Hec est domus in qua orabat Sancta Cecilia MCXXXI consacravit (Questa è la casa dove pregava santa Cecilia; consacrata nel 1131).
Nel 1575 la chiesa fu affidata alle cure della Compagnia dei materassai, che aggiunsero all'antico titolo quello di san Biagio, protettore della compagnia. Sotto il pontificato di Benedetto XIII la chiesa fu completamente ricostruita su progetto di Filippo Raguzzini (1729).
Nel 1802 Pio VII la affidò alla Confraternita del Divino Amore (Arciconfraternita del santissimo Sacramento e della Madonna del Divino Amore), che vi ha sede e dalla quale derivano il nome della via e della chiesa.
Della chiesa medievale è rimasto il campanile, che risale al XII secolo. L'interno della chiesa è a unica navata, con volta a botte, affrescata nell'Ottocento.